# Гетерофілія
Гетерофілія (від грец. héteros — різний та phýllon — листок), або різнолистність — це відмінності у формі, розмірах та структурі листків однієї рослини.

## Причини
При проростанні рослини з насіння першими з'являються листки зародку — сім'ядолі. В середній частині пагона, пізніше розвиваються серединні листки. Вони зелені та характеризуються всією різноманітністю морфології. Верхівкові листки розвиваються в області суцвіття. Це покривні листки квіток — приквітники. Вони недорозвинуті, слабко розчленовані, часто плівчасті.
Геторофілія також може виникати у рослин, листки яких знаходяться у різних середовищах. Наприклад, у водних рослин.
У наземних рослин гетерофілія пов'язана з віковими змінами або з відмінностями у функціях листків однієї рослини.
Гетерофілія часто має пристосувальне значення. Різні листки на одній рослині виконують різні функції.

## Приклади

### Водні рослини
Гетерофілія спостерігається в багатьох водних рослин (наприклад, в стрілолисту, водяного жовтеця, зірочок водяних, деяких рястів та інших), в яких часто підводні листки доволі відрізняється формою від надводних.
Гетерофілія має для водних рослин пристосувальне значення; так, сильно розвинуте підводне листя краще засвоює розчинений у воді двоокис вуглецю.

### Наземні рослини
Гетерофілія зустрічається також в наземних рослин (наприклад, в шовковиці, деяких евкаліптів та інших), що пов'язане з віковими змінами (наприклад, в шовковиці листки молодих пагонів неплодоносних дерев часто розітнуті на лопаті, а старіших — широкоовальні або яйцеподібні), або з відмінностями у функціях (в епіфітної тропічної папороті платицеріума перші листки мають форму чаші, в якій з гілок і перегнилого листя, що потрапляють до неї, утворюється шар ґрунту і розташовуються повітряні корені, а інші листки — довгасті і служать для асиміляції).